# アニー・レノックス
アニー・レノックス（Annie Lennox、OBE、1954年12月25日 - ）は、イギリスのミュージシャン。ユーリズミックスのボーカリストとして知られる。
スコットランドのアバディーン出身。音楽活動と並行して、フェミニズムやAIDS撲滅などの社会運動にも取り組んでいる。
「ローリング・ストーンの選ぶ歴史上最も偉大な100人のシンガー」において第93位。
2011年、エリザベス2世により『たゆまぬ慈善キャンペーンや人道活動の援護』を讃えられ、大英帝国勲章オフィサーを授与された。

## 来歴
父はボイラー設備技士でありひとりっ子。
幼少時、彼女はその優秀な能力から特殊児童教育校に入学した。彼女は古典音楽の教育を受け、17歳の時にロンドンの王立音楽アカデミーに入学。フルートを学んだが、学校の雰囲気に馴染めず最終試験の直前で中退してしまう。
その後、レストランでウェイトレスをしながらフォークやソウルのシンガーとして活動していた。やがて両親からの説得によりアバディーンへの帰郷を決意をするが、その矢先にレストランに客としてやって来たデイヴ・スチュワートとピート・クームスと意気投合。2人のデュオにボーカリストとして加入し、ザ・キャッチを結成。後にデイヴとは恋仲となり同棲生活を始めている。
ザ・キャッチは後にベーシストとドラマーを加え、1979年にはザ・ツーリスツへと改名。メジャーデビューを果たしヒット曲も生まれたが、1980年12月にツアー先のオーストラリアにてバンドが分裂。デイヴと共にユーリズミックスを結成。この際、創作活動のためにデイヴとの男女関係を解消している。
1984年3月、ワールド・ツアーの最中にドイツ人のクリシュナ教（ヒンドゥー教系の新興宗教）宣教師ラダ・ラーマンと結婚したが、半年後に離婚。1987年にはイスラエル人の映画プロデューサーユーリ・フラッチマンと再婚。翌年には男児の死産も経験した。この夫とも後年離婚。ちなみにデイヴも1987年に当時バナナラマのメンバーだったシヴォーン・ファーイと結婚している。
1990年にユーリズミックスを解散した後、ソロ・アーティストとしてのキャリアを始めることとなった。
2003年、映画『ロード・オブ・ザ・リング/王の帰還』の楽曲「イントゥー・ザ・ウエスト」でアカデミー歌曲賞を受賞した。
2008年には背中を怪我したと言われている。
2011年、自身のオフィシャル・サイトにて「正直言ってこの先2度とツアーをやれるものかわからない。精神的にも肉体的にもあまりにも消耗してしまうということもあるし、それと自分の背中と左足がほとんど使いものにならなくなっているというのもある」と語っている。また、貧困と社会的不正義の撲滅のために、世界的に活動するチャリティ団体オックスファムへの長年の協力に対して、OBE勲章の叙勲も決定している。
2番目の夫との間に儲けた長女のローラは自身の出身校であるロンドンの王立音楽アカデミーに進学。次女タリーはモデルキャリアの道を進み、2012年にはイギリスのメジャーファッションブランドカレンMillenの2012年春夏コレクションのキャンペーンフェイスに起用された。

## ディスコグラフィ

### スタジオ・アルバム
- 『ディーバ』 - Diva (1992年)
- 『メドゥーサ』 - Medusa (1995年)
- 『素顔』 - Bare (2003年)
- 『ソングス・オブ・マス・ディストラクション』 - Songs Of Mass Destruction (2007年)
- A Christmas Cornucopia (2010年)
- 『ノスタルジア』 - Nostalgia (2014年)

### コンピレーション・アルバム
- 『ベスト・コレクション』 - The Annie Lennox Collection (2009年)